# NGC 2808
NGC 2808 é um aglomerado globular na direção da constelação de Carina. O objeto foi descoberto pelo astrônomo James Dunlop em 1826, usando um telescópio refletor com abertura de 9 polegadas. Devido a sua moderada magnitude aparente (+6,2), é visível apenas com telescópios amadores ou com equipamentos superiores.